# Solan
Pour l’article homonyme, voir Peter Solan.
Solan (en hindi : सोलन) est le siège du District de Solan (créé le 1er septembre 1972) dans l'État indien de l'Himachal Pradesh. La ville est située à 46 km (29 miles) au sud de Shimla, la capitale de l'État. À une altitude moyenne de 1 600 m, le lieu est nommé d'après la déesse hindoue Dourgā.